# Sulcospira kawaluensis
Sulcospira kawaluensis is een slakkensoort uit de familie van de Pachychilidae. De wetenschappelijke naam van de soort is voor het eerst geldig gepubliceerd in 2012 door Marwoto & Isnaningsih.